# Tuki (cantante)
Tuki es el seudónimo de una cantautora y estudiante de secundaria japonesa. Su nombre real y edad aún no han sido revelados. 
Debutó con el sencillo "Bansanka" lanzada en septiembre del 2023, alcanzó el número uno en el Billboard Japan Hot 100 el 24 de enero de 2024 por primera vez; y en julio del mismo año, se convirtió en la artista solista más joven en la historia de la lista en alcanzar 300 millones de reproducciones acumuladas en todas las plataformas.

## Vida y carrera musical

### Primeros años y comienzos musicales: 2017-2022
Comenzó a aprender piano en la infancia, cuando asistía al jardín de infantes (entre los 3 y 6 años). A los 13 años, durante la pandemia de COVID-19 y el cierre de las escuelas, comenzó a tocar la guitarra en su tiempo libre, lo que la motivó a iniciarse en la creación musical. En 2022, mientras cursaba el segundo año de secundaria, empezó a subir videos de sí misma tocando y cantando a la plataforma TikTok, donde rápidamente ganó popularidad.
En enero de 2024, a los 15 años, se convirtió en la persona más joven en alcanzar el número uno en las listas de Billboard Japón. A partir de marzo del mismo año, comenzó a recibir una mayor cobertura mediática en televisión y otros medios de comunicación. El 7 de julio de 2024 se presentó junto al cantante Yuri.
Debido a que aún es estudiante de secundaria, mantiene en secreto su identidad, incluyendo su rostro, nombre real y ciudad natal.
El 24 de abril de 2024, publicó en la red social X (anteriormente Twitter) un mensaje que atrajo la atención de sus seguidores. En él, relataba haber escuchado a un compañero de clase —por quien sentía atracción— decir que deseaba salir con Tuki-chan, a lo que ella respondió: “¡Tuki.chan está a tu lado! Adelante, confiésale tus sentimientos”.

### Debut y éxito con“Bansanka”: 2023
El 7 de julio de 2023, Tuki publicó el coro de una canción original sin título en TikTok, la cual más tarde sería conocida como "Bansanka" (「晩餐歌」, "La canción de la cena"). Posteriormente compartió el primer verso, la melodía en do mayor y el proceso de creación de la canción. El 16 de agosto, volvió a publicar el estribillo bajo el título oficial de "Bansanka". La canción rápidamente se viralizó y comenzó a utilizarse en una gran variedad de videos en TikTok, generando también numerosas versiones por parte de otros usuarios.
El 3 de septiembre de 2024 lanzó su canal oficial de YouTube. El 30 de septiembre, publicó una versión de Bansanka interpretada con guitarra y voz, la cual superó el millón de visualizaciones en pocos días. A cinco meses de su lanzamiento, el video acumulaba más de 50 millones de reproducciones.
Su primer sencillo, "Bansanka", fue lanzado en 17 plataformas de distribución digital a la medianoche del 28 de septiembre. El servicio de karaoke DAM comenzó a distribuir la canción el 29 de septiembre, y JOYSOUND hizo lo propio el 8 de octubre.
La canción alcanzó el puesto número uno en la lista Spotify Daily Viral Songs (Japón) el 18 de octubre, y posteriormente encabezó el ranking Spotify VIRAL Top 50 Japón el 21 de octubre.
Su segundo sencillo, titulado “Ichirinka” (「一輪花」), fue lanzado en todas las plataformas de distribución a la medianoche del 27 de noviembre. El video musical correspondiente se estrenó el 28 de noviembre en su canal de YouTube, con animación realizada por la artista Urara.
El 24 de diciembre se lanzó el video musical oficial de "Bansanka". Las ilustraciones del video estuvieron a cargo del reconocido artista de manga e ilustrador Demizu Posuka, conocido especialmente por su trabajo en The Promised Neverland.

### Siguientes lanzamientos y récords: 2024
El 9 de enero de 2025, se lanzó el tercer sencillo titulado "Sakura Kimi Watashi" (「桜君私」) en todas las plataformas de distribución digital. Ese mismo día se anunció que la canción sería utilizada como tema de opening del programa reality de citas "Me enamoré hoy - Edición de Graduación" de la televisora AbemaTV.
El 24 de enero, "Bansanka" alcanzó el primer puesto en el ranking semanal de streaming de Oricon por primera vez en su carrera. El 25 de enero, encabezó también el ranking combinado semanal de sencillos.
El mismo día, su canción debut logró el número uno en la lista Billboard Japan Hot 100, siendo la primera vez que una de sus canciones alcanzaba esa posición en dicha lista.
En ese año Tuki se convirtió en la artista solista más joven en superar las 100 millones de reproducciones en streaming superando a Ado. Al 10 de abril, la cifra había superado los 200 millones, y para el 10 de julio, ya se registraban más de 300 millones de reproducciones acumuladas.
Durante el primer semestre de 2024, ocupó el tercer puesto en el ranking DAM Karaoke.
El 20 de abril, hizo su aparición en el programa Buzz Rhythm de Nippon Television, donde ofreció su primera presentación televisiva de "Bansanka" y de la canción "Hell Love Letter".
El 31 de diciembre de 2024, participó por primera vez en el prestigioso programa de fin de año 75.º NHK Kōhaku Uta Gassen, interpretando en directo "Bansanka" en televisión nacional.

### Actualidad: 2025
El 8 de enero lanzó su primer álbum en CD, "15", que incluye sus canciones que había creado hasta los 15 años.
El 31 de marzo anunció que el cese de actividades como tuki.(15) y su cambio de nombre a tuki.(16) a partir del 1 de abril. De estos cambios sus fans han especulado que tiene 16 años a la fecha y su cumpleaños es el 1 de abril aunque aún no se han revelado datos oficiales.

## Discografía

### Sencillos Digitales
|     | Lanzamiento | Lanzamiento      | Título                                   | Máxima Posición | Máxima Posición  | Máxima Posición | Álbum |
| Año | Fecha       | Oricon DS        | Título                                   | Billboard JPN   | Billboard Global |                 | Álbum |
| --- | ----------- | ---------------- | ---------------------------------------- | --------------- | ---------------- | --------------- | ----- |
| 1   | 2023        | 29 de septiembre | "Bansanka" (晩餐歌)                      | 1               | 1                | 153             | 15    |
| 2   | 2023        | 28 de noviembre  | "Ichirinka" (一輪花)                     | 44              | —                | —               | 15    |
| 3   | 2024        | 10 de enero      | "Sakura Kimi Watashi" (サクラキミワタシ) | 45              | 73               | —               | 15    |
| 4   | 2024        | 16 de abril      | "Inferno Love Letter" (地獄恋文)         | 20              | 77               | —               | 15    |
| 5   | 2024        | 19 de junio      | "At Hoshimachi Station" (星街の駅で)     | 16              | —                | —               | 15    |
| 6   | 2024        | 24 de julio      | "Hyururirapappa" (ひゅるりらぱっぱ)      | 11              | —                | —               | 15    |
| 7   | 2024        | 29 de septiembre | "Love Expiration Date" (愛の賞味期限)    | 34              | —                | —               | 15    |
| 8   | 2024        | 6 de noviembre   | "Aimoraimo" (アイモライモ)               | 14              | —                | —               | 15    |
| 9   | 2025        | 14 de abril      | "Damashiai" (騙シ愛)                     | —               | —                | —               | —     |

### Álbum de estudio
|     | Lanzamiento | Lanzamiento | Lanzamiento   | Título | Disquera                                                | Máxima Posición | Máxima Posición | Ventas        |
| Año | Fecha       | Formatos    | Oricon DS     | Título | Disquera                                                | Billboard JPN   |                 | Ventas        |
| --- | ----------- | ----------- | ------------- | ------ | ------------------------------------------------------- | --------------- | --------------- | ------------- |
| 1   | 2025        | 8 de enero  | CD, Streaming | "15"   | The Lunar Landing Plan/ Sony Music Labels (SME Records) | 4               | 18              | Japón: 19,568 |

## Premios y nominaciones
| Premio             | Año  | Categoría                          | Trabajo nominado    | Resultados | Ref.   |
| ------------------ | ---- | ---------------------------------- | ------------------- | ---------- | ------ |
| Music Awards Japan | 2025 | Mejor artista nueva                | Tuki                | Ganadora   | [ 24 ] |
| Music Awards Japan | 2025 | Mejor canción de cantautor japonés | "Bansanka" (晩餐歌) | Nominada   | [ 25 ] |
| Music Awards Japan | 2025 | Karaoke del Año: J-Pop             | "Bansanka" (晩餐歌) | Nominada   | [ 26 ] |